# José Antonio Portero Molina
José Antonio Portero Molina (Burgos, 1947) es un catedrático de Derecho Constitucional en la Universidad de La Coruña.

## Biografía
Nacido en Burgos en 1947, vive desde hace más de 30 años en La Coruña.
Fue nombrado primer rector de la recién creada Universidad de La Coruña y designado por el Ayuntamiento de La Coruña para impulsar la aplicación de la Ley de la Memoria Histórica en la ciudad. Le sucedió en el cargo de rector José Luis Meilán Gil.
Es miembro del Instituto Cornide de Estudios Coruñeses desde abril de 2011 y colaborador en el diario La Opinión A Coruña. En el año 2012 fue uno de los integrantes de un encuentro organizado por la Universidad Internacional Menéndez Pelayo sobre la Constitución española de 1812.

## Obras
- Portero Molina, José Antonio (1978). Púlpito e ideología en la España del siglo XIX. Libros Pórtico. Zaragoza. ISBN 84-8526-423-1.
- Portero Molina, José Antonio (1983). Elecciones generales de 1982 en Galicia. Servicio de Publicaciones e Intercambio Científico. Universidad de Santiago de Compostela. ISBN 84-7191-313-5.
- Portero Molina, José Antonio (1998). El control parlamentario del Gobierno. Universitat Autónoma de Barcelona. Institut de Ciències Polítiques i Socials. Barcelona. ISBN 1133-8962.
- Portero Molina, José Antonio (2004). Estatuto de autonomía para Galicia. Tecnos. Madrid. ISBN 84-309-3947-4.
- Portero Molina, José Antonio (et al) (2005). El Estado autonómico "in fieri": la reforma de los Estatutos de Autonomía. Instituto Andaluz de Administración Pública. ISBN 84-8333-282-5.
- Portero Molina, José Antonio (2012). Constitución y jurisprudencia constitucional. Tirant Lo Blanch. Valencia. ISBN 978-84-9004-862-7.

- Portero Molina, José Antonio (et al). Manual de dereito galego.
- Portero Molina, José Antonio (et al). La división de poderes: el poder legislativo.